# جيمي هندريكس (لاعب دارت)
جيمي هندريكس (بالهولندية: Jimmy Hendriks)‏ هو لاعب دارت هولندي، ولد في 19 مارس 1994 في هيمسكيرك في هولندا.

## وصلات خارجية
- جيمي هندريكس على موقع DartsDatabase.co.uk (الإنجليزية)